# RC6
RC6(Rivest cipher 6)은 암호학에서 RC5에서 파생된 대칭 키 블록 암호이다. AES(고급 암호화 표준) 경쟁의 요구 사항을 충족하기 위해 로널드 리베스트, 매트 롭쇼(Matt Robshaw), 레이 시드니(Ray Sidney) 및 이췬 리사 인(Yiqun Lisa Yin)이 설계했다. 이 알고리즘은 5개의 최종 후보 중 하나였으며 NESSIE 및 CRYPTREC 프로젝트에도 제출되었다. RSA 시큐리티가 특허를 취득한 독점 알고리즘이었다.
RC6은 128비트의 블록 크기를 가지며 128, 192, 256비트에서 최대 2040비트까지의 키 크기, 라운드 수를 지원한다. 그러나 RC5와 마찬가지로 다양한 단어 길이, 키 크기를 지원하도록 매개변수화될 수 있다. RC6은 데이터 종속 회전, 모듈러 가산 및 XOR 연산을 사용하는 구조에서 RC5와 매우 유사하다. 실제로 RC6은 두 개의 병렬 RC5 암호화 프로세스를 엮는 것으로 볼 수 있다. 단, RC6은 최하위 몇 비트뿐만 아니라 단어의 모든 비트에 회전을 종속시키기 위해 RC5에 없는 추가 곱셈 연산을 사용한다.